# Kilómetro Catorce
Kilómetro Catorce är en ort i Mexiko.   Den ligger i kommunen Córdoba och delstaten Veracruz, i den sydöstra delen av landet, 230 km öster om huvudstaden Mexico City. Kilómetro Catorce ligger 1 138 meter över havet och antalet invånare är 198.
Terrängen runt Kilómetro Catorce är huvudsakligen kuperad, men åt nordväst är den bergig. Runt Kilómetro Catorce är det tätbefolkat, med 427 invånare per kvadratkilometer. Närmaste större samhälle är Córdoba, 11,6 km sydost om Kilómetro Catorce. I omgivningarna runt Kilómetro Catorce växer huvudsakligen savannskog.